# Neimhaim
Neimhaim es una saga de literatura fantástica y ambientación nórdica escrita por la autora española Aranzazu Serrano Lorenzo. Actualmente se han publicado dos libros: Los Hijos de la Nieve y de la Tormenta y El Azor y los Cuervos. La tercera entrega, La Loba Blanca, se publicó el 28 de noviembre de 2024.

## Partes

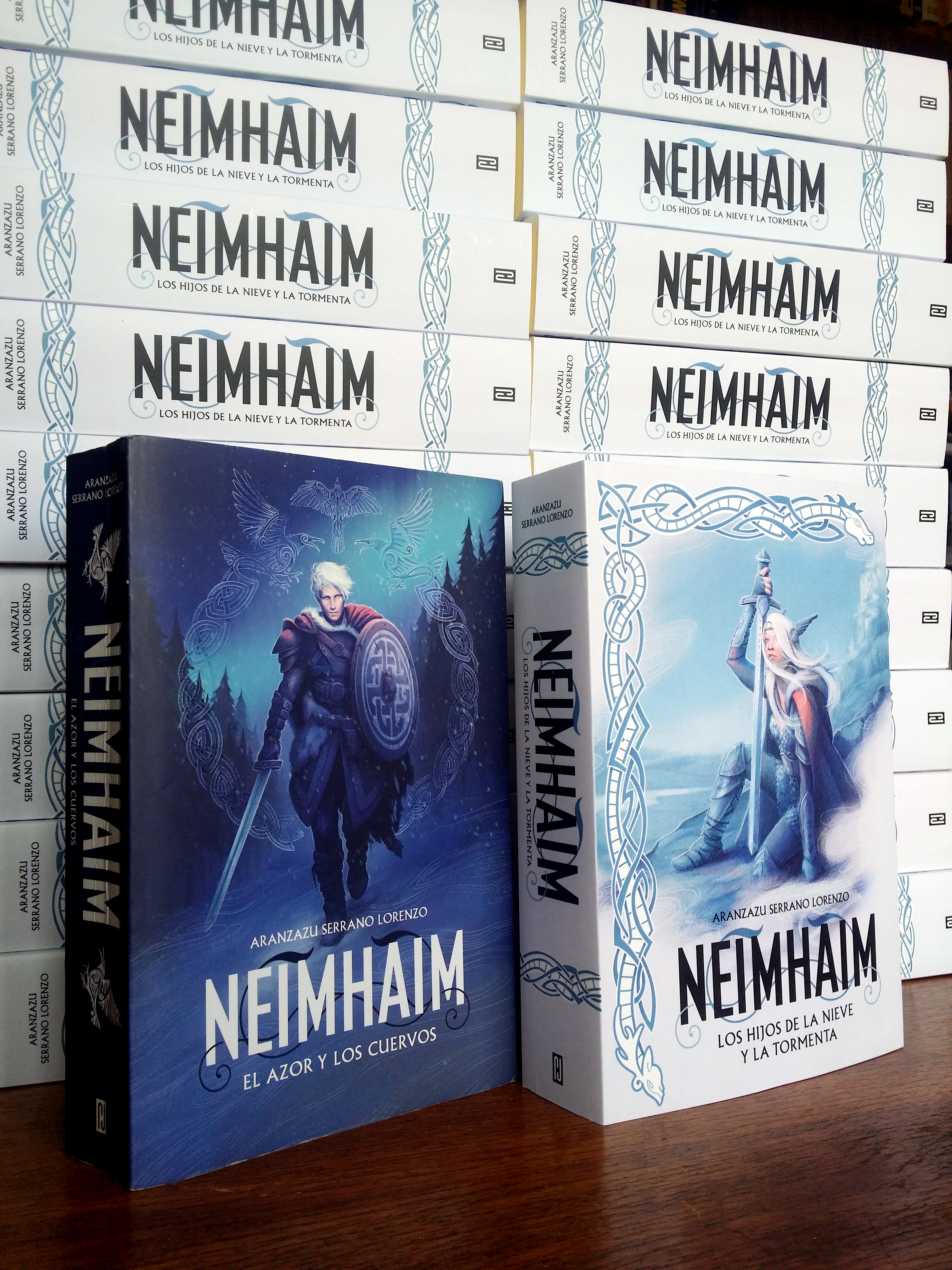
Imagen de los libros Neimhaim. Los hijos de la Nieve y la Tormenta y Neimhaim. El azor y los cuervos.

El primer título, Neimhaim. Los hijos de la nieve y la tormenta fue publicado en julio de 2015 por la editorial Plaza & Janés (editorial perteneciente a Penguin Random House). El segundo volumen, Neimhaim. El azor y los cuervos, salió a la venta en junio de 2018. Está previsto que la saga completa conste de un total de cuatro títulos, y sigue la estructura de las sagas nórdicas, narrando la historia de varias generaciones de un linaje a lo largo de 100 años en el reino de Neimhaim.

## Argumento
El punto de partida y tema central de la saga es la alianza de dos pueblos antagonistas: un clan pacífico que no tolera la violencia (el clan Djendel) y otro que ama con pasión las armas y el arte de la guerra (el clan Kranyal). Ante la amenaza de su exterminio por parte de unos invasores, los kranyal y los djendel se ven obligados dejar a un lado sus diferencias ancestrales para emprender una nueva era de convivencia en un joven reino unificado, al que llaman Neimhaim (fuerza y espíritu).
Para allanar el complejo camino de su unión, los líderes de cada clan pactan ceder el mando a sus primogénitos, la guerrera Ailsa y el sanador Saghan, quienes han sido prometidos desde su nacimiento para gobernar Neimhaim como esposa y esposo. 
Nacidos bajo el halo de una antigua leyenda, Ailsa y Saghan deben aprender a comprender y valorar sus diferencias. Ambos están destinados a fundir sus pueblos como metales en un crisol y se espera que sean los primeros de un linaje que traerá de vuelta a una estirpe perdida, los Alle-tauh, llamados a comandar las huestes del Padre de Todos en el día del Ragnarök.
Por la trascendencia de su destino, Ailsa y Saghan están protegidos por el dios Wotan, Padre de Todos, que ha hecho de la tierra de Neimhaim un santuario apartado del resto del mundo. Pero un dios desterrado, Nordkinn, Señor de los Hielos, también ha posado sus ojos sobre Neimhaim y sus futuros reyes, dispuesto a hacer de ellos el instrumento de su venganza hacia sus iguales.
Cada uno de los libros de la saga desarrolla el devenir de la alianza entre el clan Djendel y el clan Kranyal, planteando el contraste entre opuestos, el afán de tolerancia y las dificultades morales que plantea una unión tan dispar.
Al mismo tiempo, la autora ofrece en esta saga una renovación de los estereotipos de la fantasía épica, invirtiendo los roles tradicionales asignados a este género y actualizando la figura clásica del héroe.

## Influencias
Si bien por temática Neimhaim se asocia a otras sagas como El Señor de los Anillos de J.R.R. Tolkien o Juego de Tronos de George R.R. Martin, la autora ha manifestado en muchas ocasiones que su principal influencia para Neimhaim ha sido Dune, de Frank Herbert, autor que es su referente narrativo y al que admira por su capacidad para generar un universo tan complejo, trascendente y creíble en todas sus escalas.
Ambas sagas coinciden en la temática mesiánica de sus protagonistas así como la evolución y transformación progresiva de un mundo a lo largo del tiempo (y en sucesivos títulos de la saga) presentada a través de diferentes generaciones, descendientes de una misma rama familiar. Además, el primer libro Los hijos de la Nieve y la Tormenta incluye algunos guiños que homenajean a la obra de Frank Herbert.
Otras influencias notables en Neimhaim es la saga Darkover de Marion Zimmer Bradley y el personaje de Elric de Melniboné de Michael Moorcock.

## Nominaciones y reconocimientos
Ópera primera de su autora, la saga Neimhaim cuenta con un amplio reconocimiento: fue nominada al premio Ignotus a la mejor novela en 2016 y 2019 (la primera y segunda parte, respectivamente).  También ha sido finalista de los premios Kelvin y de los European Science Fiction Awards, nominación esta última que hizo de su autora, Aranzazu Serrano Lorenzo, la primera escritora española en resultar finalista en el apartado de Best Written Work.
Neimhaim fue una de las 14 obras seleccionadas en el primer certamen Rodando Páginas, iniciativa que impulsa la colaboración entre las industrias audiovisual y editorial fomentando la adaptación de obras literarias, y que selecciona aquellas obras que cuentan con un mayor potencial para ser adaptadas a los diferentes formatos audiovisuales.

## Adaptaciones
En junio de 2018 el grupo de folk Ignitia compuso una canción llamada Neimhaim basada en un pasaje de Neimhaim. El azor y los cuervos que evoca el mito nórdico de los dos lobos que persiguen al sol y a la luna para devorarlos.
En diciembre de 2021 la editorial GenXGames publicó el juego de mesa de Neimhaim, inspirado en el primer libro, Los hijos de la Nieve y la Tormenta.
El juego ha sido creado por Enrique Dueñas con la supervisión de la autora de la saga, Aranzazu Serrano Lorenzo. Esta adaptación oficial, que cuenta con la licencia de Penguin Random House, refleja de forma fiel el argumento general y sus protagonistas. Un total de nueve personajes del libro dan el salto de los libros al tablero de juego de mesa, ilustrados en forma de cartas por la misma artista responsable de las portadas de los libros, Vero Navarro, que también ha ilustrado la caja del juego de Neimhaim.